# Noroi (filme)
Noroi: The Curse (ノロイ, Noroi) é um filme de terror japonês de 2005 dirigido e co-escrito por Kōji Shiraishi. É estrelado por Jin Muraki no papel de Masafumi Kobayashi, um pesquisador paranormal que investiga uma série de eventos misteriosos para um documentário. O filme emprega um estilo de narrativa pseudodocumental, com a maior parte da narrativa sendo apresentada como se fosse o documentário de Kobayashi, composto de imagens gravadas por seu cinegrafista. A obra foi lançada no Japão em 2005 e recebeu distribuição limitada em outros lugares. Recebeu críticas geralmente positivas, com críticos elogiando a apresentação, as atuações do elenco, a atmosfera e o ritmo de sua narrativa.

## Sinopse
O filme se concentra em Masafumi Kobayashi, um pesquisador paranormal que produziu uma série de livros e documentários sobre atividades sobrenaturais no Japão. Durante o processo de produção de um documentário intitulado Noroi, Kobayashi desapareceu depois que sua casa pegou fogo e sua esposa Keiko foi encontrada morta nas ruínas. O referido documentário, portanto, começa a ser exibido.

## Elenco
- Jin Muraki - Masafumi Kobayashi:[2]
- Marika Matsumoto - Marika
- Satoru Jitsunashi - Mitsuo Hori
- Rio Kanno - Kana Yano
- Tomono Kuga - Junko Ishii
- Miyako Hanai - Keiko Kobayashi
- Yoko Chosokabe - Kimiko Yano
- Yoshiki Tano - Teriyuki Yano
- Takashi Kakizawa - Shin'ichi Osawa
- Shuta Kambayashi - Kagutaba
- Maria Takagi - Maria

## Recepção
Koichi Irikura, do Cinema Today, incluiu Noroi em sua lista dos melhores filmes de terror "estilo documentário", chamando o roteiro de "excelente". Niina Doherty, do HorrorNews.net, chamou-o de "o melhor filme encontrado da década", referindo-se a ele como "bem elaborado, confiável e, o mais importante de tudo, genuinamente assustador". Rob Hunter, da Film School Rejects, elogiou o filme por "oferecer uma experiência cativante e cada vez mais aterrorizante, empacotada na forma de uma produção extremamente competente". Joshua Meyer, do /Film escreveu que Noroi, com sua "mitologia intrincada", é "condensado em duas horas inquietantes."
A escritora Megan Negrych observou que o filme "entrelaça uma história complexa de maldições, demônios e esquecidos com forte atenção à tensão atmosférica e à narrativa de construção lenta, a fim de buscar uma experiência de terror mais sutil e altamente eficaz". Meagan Navarro, do Bloody Disgusting, enfatizou a "narrativa metódica" do filme, escrevendo: "Para muitos, funciona. Para outros, será arrastado sem uma recompensa satisfatória para merecer o ritmo. Onde quer que você caia no espectro do prazer, o lugar de Noroi no horror continua fascinante."